# Allogalumna scripta
Allogalumna scripta är en kvalsterart som först beskrevs av Balogh och Sandór Mahunka 1966.  Allogalumna scripta ingår i släktet Allogalumna och familjen Galumnidae. Inga underarter finns listade i Catalogue of Life.